# Парк Монсо
Парк Монсо (фр. parc Monceau) — парк в VIII округе Парижа, площадью 8,2 га, ограниченный бульваром Курсель, бульваром Мальзерб, улицей Монсо и улицей Мюрийо. Главный вход находится рядом со станцией метро Монсо. Своим названием парк обязан деревне Муссо (Mousseaux), существовавшей когда-то на его месте.
В 1995 году был включён в список исторических памятников Франции (ротонда — в 1907 году, кованые ворота — 1974-м).

## Описание

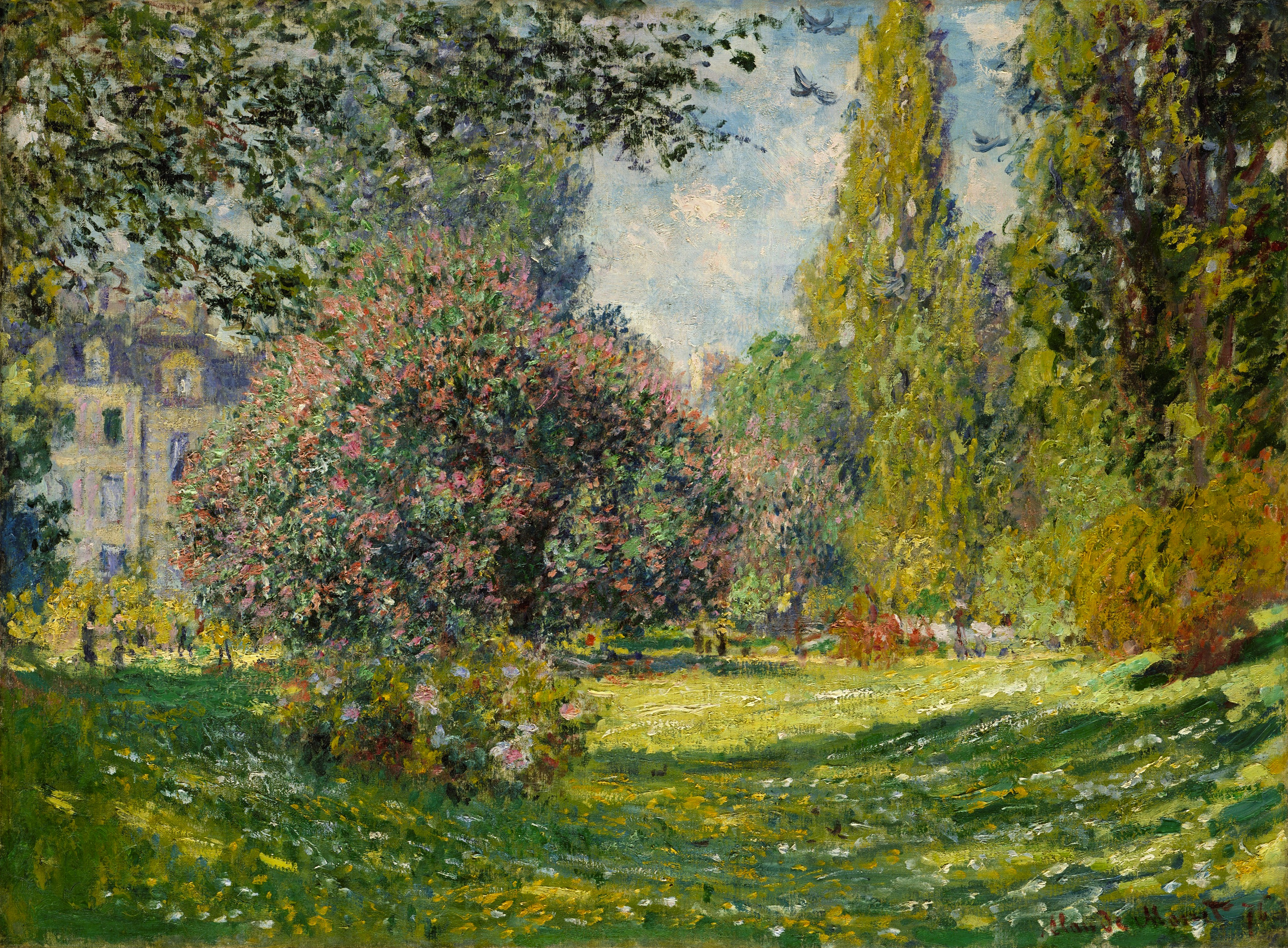
Парк Монсо. Клод Моне, 1876

Парк Монсо — живописный городской парк, расположенный в VIII округе Парижа. Часть бывшего владения Филиппа Орлеанского (1747—1793), в современном виде существует с 1861 года. Ныне это нерегулярный английский парк с извилистыми дорожками, широкими прогулочными аллеями, древесными куртинами, озером с втекающим в него ручьём, искусственными скалами с водопадом, «античными» руинами и лужайками с расставленными на них памятниками. В XIX веке его буколические пейзажи вдохновляли на создание картин таких художников-импрессионистов, как Клод Моне и Гюстав Кайботт.

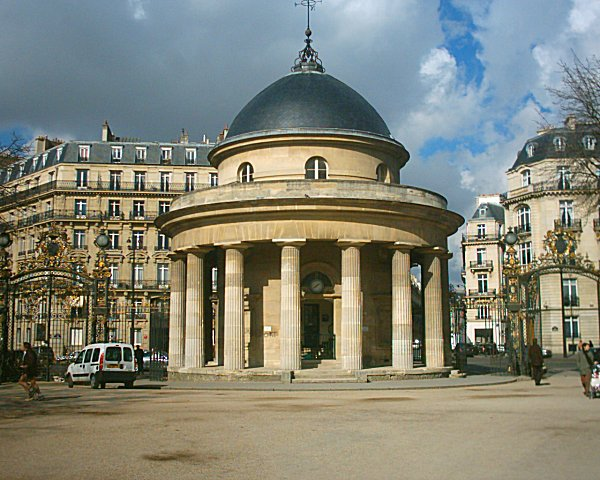
Ротонда конца XVIII века у входа в парк Монсо

Входные ворота представляют собой настоящий шедевр ковки, золочения и чугунного литья середины XIX века. Перед входом в парк находится ротонда, окруженная колоннадой дорического ордера — творение архитектора Клода-Никола Леду (1787—1790). «Полуразрушенная» коринфская колоннада, расположенная ближе к восточной границе парка на берегу пруда, как и копия пирамиды римского консула Гая Цестия, находящаяся южнее, являются единственными сохранившимися капризами первоначального парка. Дорожка на юг от колоннады проходит под аркой, являющейся перемещённым сюда подлинным порталом Парижской ратуши, сгоревшей во время коммуны 1871 года.
Лужайки парка украшают памятники писателям и композиторам-романтикам XIX века: Ги де Мопассану, Альфреду де Мюссе, Эдуару Пайерону, Амбруазу Тома, Фредерику Шопену, Шарлю Гуно, а также скульптура «Юный фавн» Феликса Шарпантье (1886).
Старожилами парка являются 130-летний клён, обхват ствола которого — 4 метра, и 200-летний платан, чей ствол в обхвате составляет 7 метров.
Вокруг парка расположены роскошные особняки 2-й половины XIX века, включая Музей Ниссим-де-Камондо и Музей Чернуски.
Парк работает с утра до вечера в будние и праздничные дни. В него можно попасть через 9 ворот, которые охраняются парковым сторожем в 5-м поколении, живущим в ротонде у северного входа.

## История

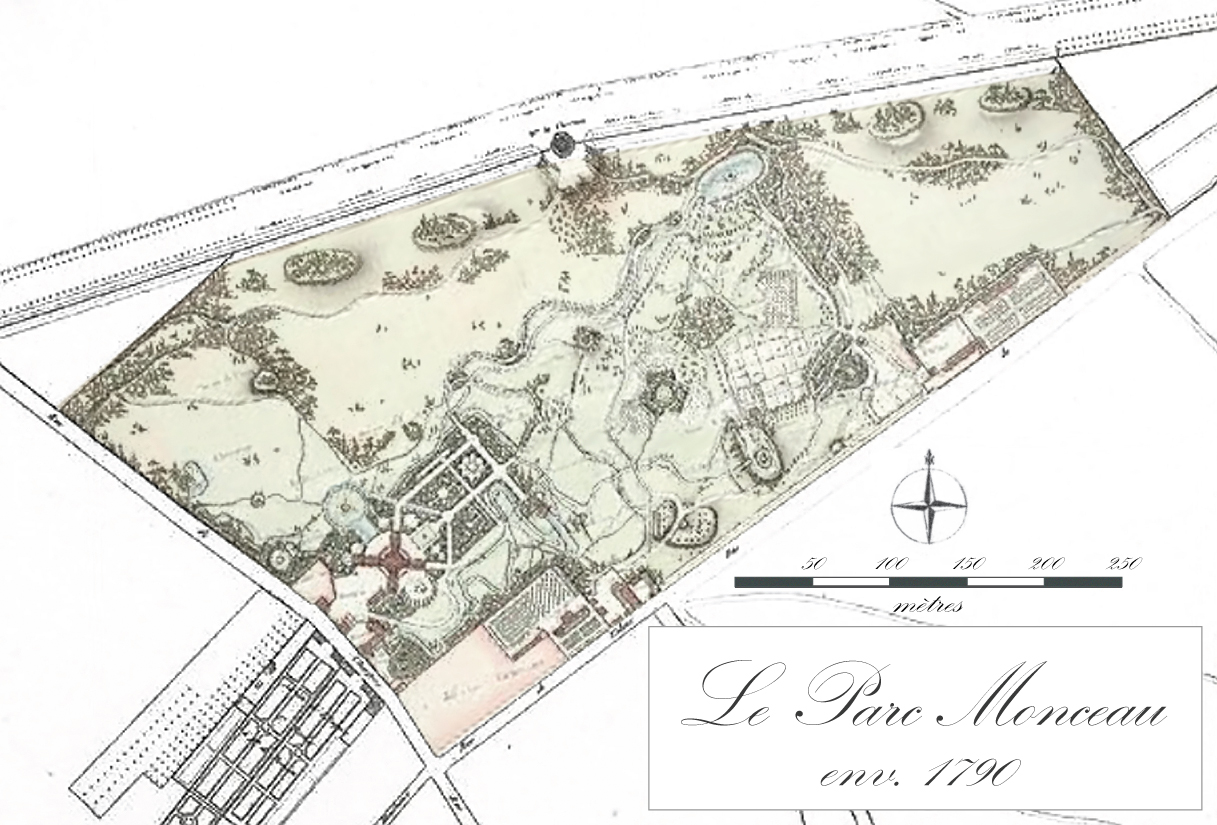
План парка Монсо в 1790 году

Отправной точкой в истории создания парка Монсо стал 1769 год, когда представитель младшей линии Бурбонов Луи-Филипп, герцог Шартрский, позднее герцог Орлеанский, купил участок земли рядом с современной улицей Курсель. В 1769—1773 годах архитектор Луи-Мари Колиньон устроил на гектаре земли в Муссо (Mousseau) «Шартрский каприз» (folie de Chartres) — регулярный французский парк с восьмиугольным двухэтажным павильоном посредине. Позднее нижний этаж был дополнен четырьмя галереями в форме звезды.

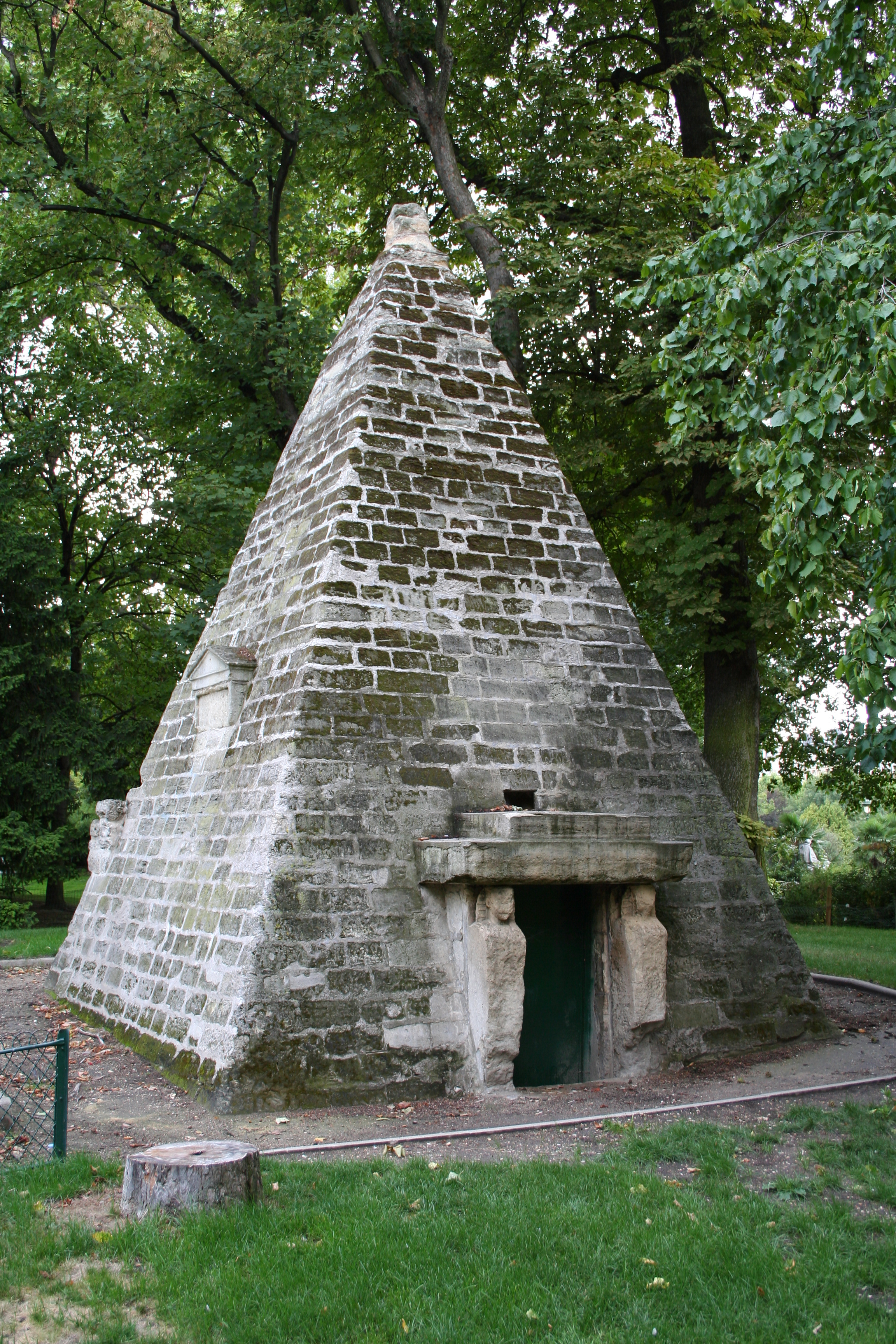
«Египетская» пирамида XVIII века

Затем, следуя духу времени и следя за преобразованиями в Версале, герцог поручает благоустройство имения своему чтецу Кармонтелю, отличившемуся при устройстве различных празднеств. В 1773—1779 годах Кармонтель создаёт для герцога англо-китайский сад, дающий иллюзию весёлого и одновременно познавательного «путешествия по странам и эпохам». Главной целью проекта было удивить посетителей и через многообразие объектов пробудить желание посещать это место вновь и вновь. Идеи Кармонтеля воплощали в жизнь нанятый им немецкий ландшафтный архитектор Этикхаузен (Etickhausen) и архитектор герцога Бернар Пойе (Bernard Poyet). На участке в 20 гектаров появились река с извилистыми берегами, пруд, окружённый римской колоннадой и с обелиском на острове посередине, призванный представлять наумахию, грот с водяным каскадом, где подавались закуски, а также и множество архитектурных капризов: миниатюрная египетская пирамида (сохранилась до наших дней), античные статуи, храм Марса, швейцарская ферма, голландская мельница, итальянская винодельня, минарет, турецкая палатка и готический павильон, предназначенный для химической лаборатории и т. п. В зверинце поселились такие экзотические животные, как верблюды. Прислуга, работавшая в парке, была наряжена в «национальные» костюмы.
Затем были куплены новые участки, расширившие имение на север и восток. После 1781 года герцог Орлеанский, будучи близким другом наследника английского престола принца Уэльского и находясь под влиянием англомании, поручил заботу о парке садовнику Томасу Блейки с тем, чтобы тот производил разбивку аллей, устройство теплиц и высадку деревьев в модном английском стиле.
В 1787 вокруг северной оконечности парка был сооружён участок новой городской стены откупщиков. В рамках этого проекта архитектор Клод-Николя Леду разместил неподалёку Шартрский павильон «для обозрения местности». Первый этаж этой небольшой дорической ротонды, название которой отсылает к одному из титулов владельца имения, занимала контора откупщиков, со второго же герцог мог любоваться окрестными пейзажами.

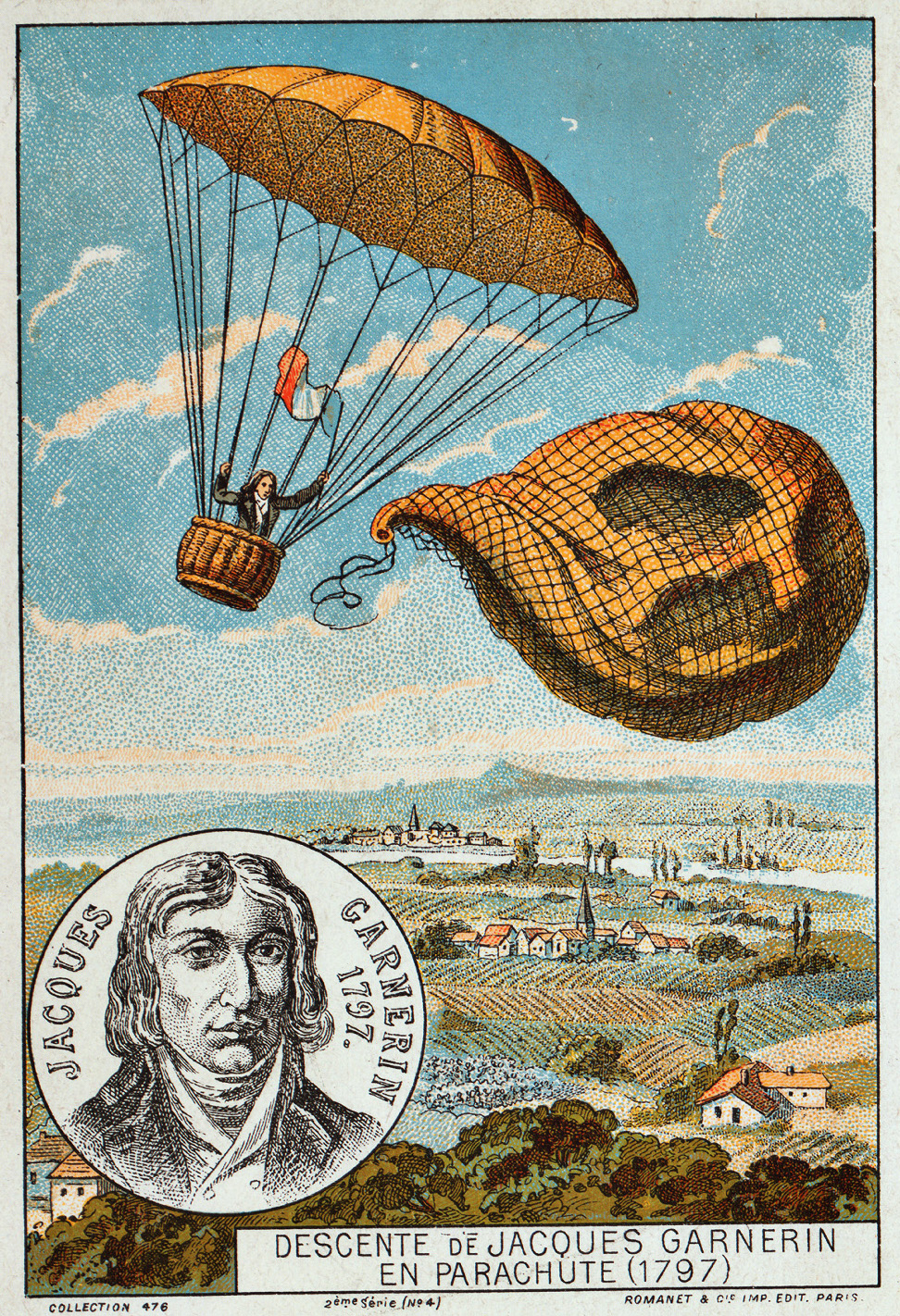
Андре-Жак Гарнерен совершает первый прыжок с парашютом и приземляется в парке Монсо, 1797 год

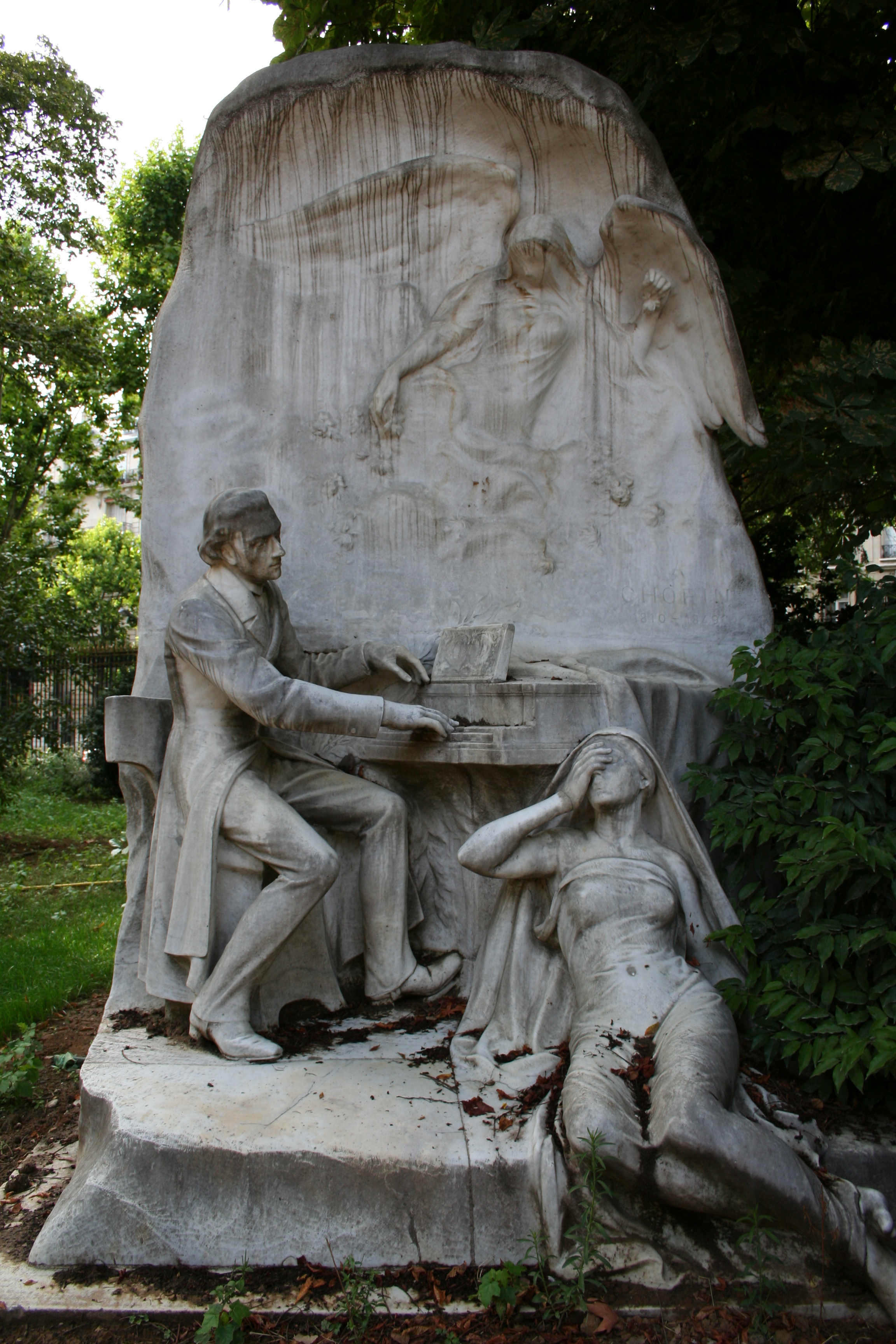
Шопен за роялем и муза. Жак Фроман-Мёрис, 1906

После Революции, во время террора, герцог лишился головы, его имение было национализировано. Парк использовался антрепренёрами для проведения театрализованных представлений, праздников и балов. 22 октября 1797 года Андре-Жак Гарнерен, поднявшись на воздушном шаре Монгольфьеров, осуществил здесь первый прыжок с парашютом, приземлившись в парке в присутствии многочисленных зрителей (позднее в его честь была названа одна из аллей парка). В период 1802—1806 годов многие архитектурные капризы были снесены, старые павильоны заменены на новые.

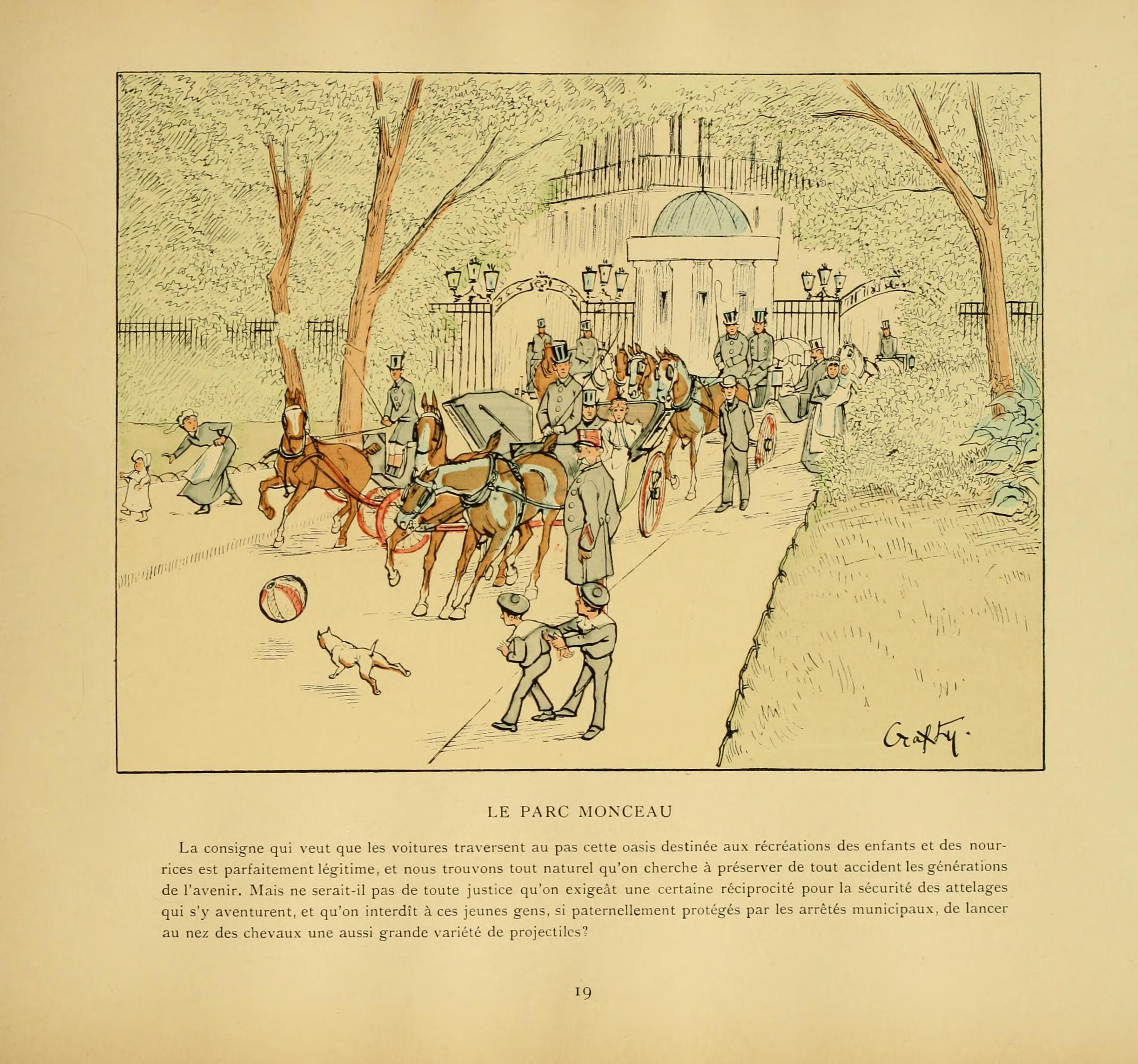
Экипажи, распугивающие публику в парке Монсо. «Через Париж», 1894

Во времена Реставрации парк Монсо вернули прежним владельцам, семье герцогов Орлеанских. Они продали его в казну, однако в 1819 году выкупили вновь. В 1852 году, с приходом к власти Наполеона III земли вновь были экспроприированы с тем, чтобы пробить здесь прямые улицы и широкие бульвары в рамках плана глобального преобразования Парижа. Часть имения была разделена на участки, предназначенные к продаже, таким образом половина парка постепенно ушла под застройку. Оставшуюся часть парка, к тому времени давно заброшенного, было решено сохранить, устроив публичный городской парк. Для преобразования участка площадью 8,4 гектара были приглашены инженер Жан-Шарль Альфан и архитектор Габриэль Давью. Сохранив пруд, русло ручья и грот с каскадом, они проложили две широкие мощёные перпендикулярные аллеи, с тем, чтобы парк могли пересекать экипажи, для пешеходов сделали тротуары и новые извилистые дорожки. Давью заменил Китайский мостик Кармонтеля копией венецианского моста Риальто, добавил шпиль к Шартрской ротонде и соорудил ажурные кованые ворота у входа. Первый городской парк Наполеона III открылся в августе 1861 года в присутствии императора.
Участок земли, прилегающий к парку, был продан финансистам братьям Перейр, которые создали здесь закрытый для проезда элитный жилой квартал. Роскошные особняки с окнами, выходящими на парк, кроме них здесь выстроили Ротшильды, Менье, Чернуски, Камондо (последние два ныне музеи Чернуски и Камондо).
В марте 1871 года во время «Кровавой недели» в парке казнили участников Парижской коммуны. После окончания восстания сюда была перенесена ренессансная аркада сгоревшей ратуши Парижа.
В конце XIX века в парке появилась скульптура Феликса Шарпантье «Юный фавн». В начале XX века лужайки украсили памятники выдающимся французским писателям и композиторам XIX века — Ги де Мопассану, Альфреду де Мюссе, Эдуару Пайерону, Амбруазу Тома, Шарлю Гуно, Фредерику Шопену.